# Парламентские выборы в Индии (1945)
Всеобщие выборы были проведены в Британской Индии в декабре 1945 года для избрания членов Центральной Законодательной Ассамблеи (нижней палаты парламента) и Государственного совета. Победу на выборах одержал Индийский национальный конгресс, получив 59 из 102 мандатов в Законодательной Ассамблее. Мусульманская лига одержала победу во всех округах с мусульманским населением, а из 13 оставшихся мест в Законодательной Ассамблее 8 досталось европейцам, 3 — независимым кандидатам, и 2 — кандидатам партии Акали дал в округах сикхов в Пенджабе. Результаты этих выборов и последовавших за ними провинциальных выборов 1946 года имели стратегическое значение для Мусульманской лиги, стремившейся к созданию самостоятельного мусульманского государства, что впоследствии привело к разделению Британской Индии на Индию и Пакистан.
Это были последние парламентские выборы в Британской Индии. Следующие выборы были проведены в независимых Индии (1951) и Пакистане (1970).

## Результаты выборов в Центральную Законодательную Ассамблею
| Партия                                                                          | Число мест | Лидер                     |
| ------------------------------------------------------------------------------- | ---------- | ------------------------- |
| Индийский национальный конгресс                                                 | 59         | Сарат Чандра Бос          |
| Мусульманская лига                                                              | 30         | Мухаммад Али Джинна       |
| Акали Дал                                                                       | 2          |                           |
| Независимые                                                                     | 3          |                           |
| Европейцы                                                                       | 8          | Персиваль Джозеф Гриффитс |
| Всего                                                                           | 102        |                           |
| Источник: Schwartzberg Atlas Архивная копия от 28 марта 2015 на Wayback Machine |            |                           |